# Famille de Bohun
Pour les articles homonymes, voir Bohun.

Armoiries des Bohun, comtes de Hereford

La famille de Bohun (ou de Bohon) est une famille baronniale anglo-normande originaire de Saint-Georges-de-Bohon dans le département de la Manche. Après la conquête normande de l'Angleterre, des membres de cette famille s'y installèrent et y prospérèrent, tenant divers offices royaux. Ils acquirent finalement le titre de comte d'Hereford en 1200, puis celui de comte d'Essex en 1239, grâce à leur cousinage avec les Mandeville. La lignée mâle s'arrêta au faîte de sa puissance en 1373, avec le mariage des deux filles de Humphrey (IX) de Bohun, 7e comte d'Hereford à deux membres de la famille royale britannique.

## Membres remarquables
- Onfroi de Bohon dit le « Barbu » (en anglais : Humphrey de Bohun « with the Beard »), est un baron Normand de l'Ouest du duché de Normandie, sous le règne du duc Guillaume le Bâtard (bientôt surnommé le « Conquérant » après sa conquête de l'Angleterre anglo-saxonne). Il est originaire du Cotentin, d'une paroisse nommée Bohon dans l'actuel département de la Manche, en Basse-Normandie (l'actuelle ville de Saint-Georges-de-Bohon). Selon Wace, chroniqueur anglo-normand du XIIe siècle, Onfroi est un compagnon d'armes de Guillaume le Conquérant à la bataille d'Hastings[2]. Après l'éclatante victoire normande, Onfroi reçoit des terres dans le pays conquis, notamment dans le Norfolk. Il est mentionné dans le Domesday Book comme tenant de la seigneurie de Tatterford (hameau du Norfolk)[3]. Sa famille s'enracine de ce fait dans le pays.
- Onfroy (II) († v. 1164/65), est capturé durant la déroute de Winchester[4].
- Son descendant direct, Guillaume de Bohun, fut un homme de guerre et un diplomate anglais du XIVe siècle.

## Filiation
- Onfroi « le Barbu », seigneur de Tatterford
  - Richard de Méry, seigneur de Bohun
    - Alexandre († v. 1153), sénéchal du futur Henri II
    - Ingelger ou Engelger († v. 1168), seigneur de Bohun
× Adelise, fille d'Étienne d'Aumale
    - Muriel
× Savary fitz Cana, seigneur de Midhurst
      - Savari fitz Savary, seigneur de Bohun, seigneur de Midhurst
      - Gelduin fitz Savary, seigneur de Bohun, seigneur de Midhurst
        - Franco de Bohun, seigneur de Bohun, seigneur de Midhurst
          - Familles Bohun de Midhurst (éteinte en 1492) et Bohun de Westhall (éteinte en 1780)

    - (filiation incertaine)
      - Jocelin († 1184), évêque de Salisbury
        - Reginald fitz Jocelin († 1191), évêque de Bath puis archevêque de Cantorbéry

      - Richard, évêque de Coutances

  - Onfroi Ier († av. 1129/1130)
× Mathilde, fille d'Édouard de Salisbury
    - Onfroi II († v. 1164/1165), sénéchel d'Henri Ier puis d'Étienne de Blois
× Marguerite de Hereford, fille de Miles de Gloucester
      - Mathilde
× (1) Henri de Oilly × (2) Gautier FitzRobert
      - Humphrey III († 1181), connétable d'Angleterre
× Marguerite, fille d'Henri d'Écosse
        - Henri († 1220), 1er comte de Hereford
× Mathilde de Mandeville, comtesse d'Essex
          - Humphrey (IV) († 1275), 2e comte de Hereford et 1er comte d'Essex
× Mathilde, fille du comte d'Eu Raoul Ier de Lusignan
            - Mathilde († 1252)
× (1) Anselme le Maréchal, 6e comte de Pembroke ; (2) Roger de Quincy, 2e comte de Winchester
            - Henri, seigneur de Pleshey
            - Humphrey (V) († 1265)
× Éléonore de Briouze
              - Éléonore
× Robert de Ferrières, 6e comte de Derby
              - Humphrey (VI) († 1298), 3e comte de Hereford, 2e comte d'Essex
× Mathilde de Fiennes
                - Humphrey (VII) († 1322), 4e comte de Hereford, 3e comte d'Essex
× Élisabeth, fille du roi Édouard Ier
                  - John (1306-1336), 5e comte de Hereford, 4e comte d'Essex
× Alice, fille d'Edmond FitzAlan
                  - Humphrey (VIII) († 1361), 6e comte de Hereford, 5e comte d'Essex
                  - Édouard († 1334)
× Marguerite de Ros
                  - Éléonore (1304-1363)
× James Butler, 1er comte d'Ormonde
                  - Marguerite (1311-1391)
× Hugues de Courtenay, 10e comte de Devon
                  - Guillaume († 1360), 1er comte de Northampton
× Élisabeth de Badlesmere, veuve d'Edmond (II) Mortimer
                    - Élisabeth († 1385)
× Richard FitzAlan, 11e comte d'Arundel, 10e comte de Surrey
                    - Humphrey (IX) († 1373), 7e comte de Hereford, 6e comte d'Essex, 2e comte de Northampton
× Jeanne, sœur de Richard FitzAlan
                      - Éléonore († 1399)
× Thomas de Woodstock, fils d'Édouard III
                      - Marie († 1394)
× Henri de Bolingbroke, futur Henri IV d'Angleterre